# Vandalisme

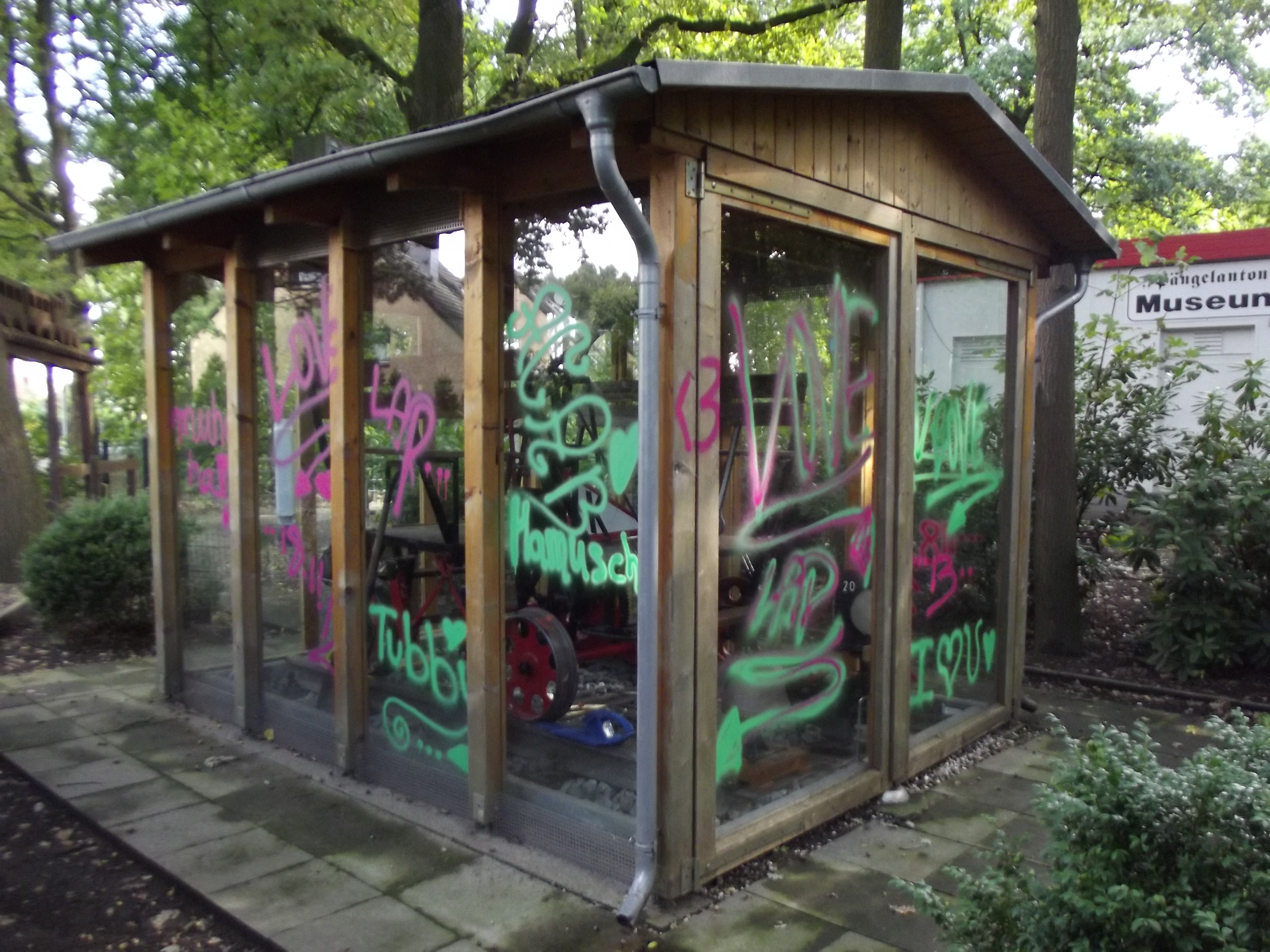
Cabane vandalisée.

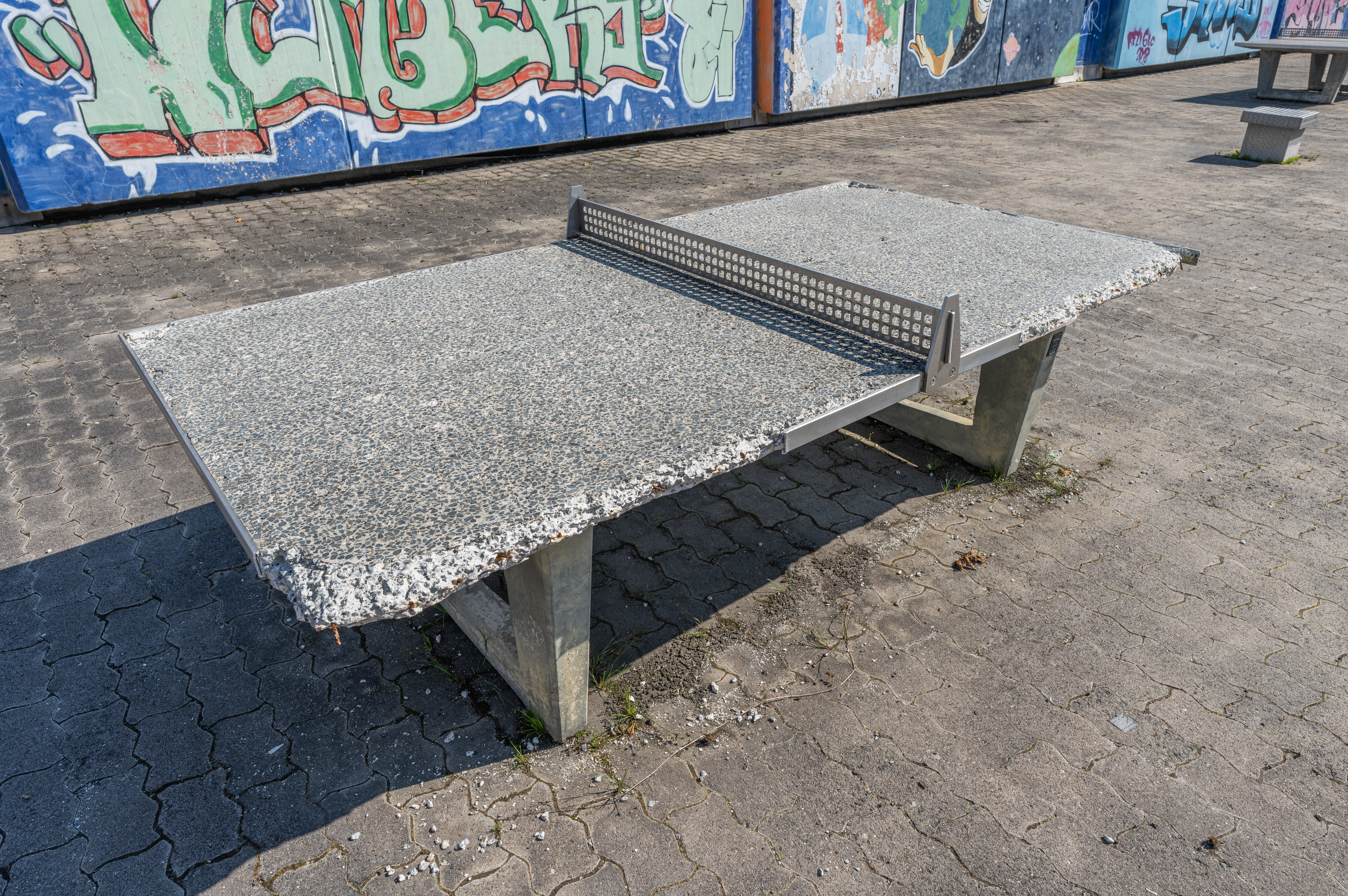
Table de tennis de table endommagée.

Le vandalisme désigne tout acte de destruction ou de dégradation visant des biens publics ou privés. Le vandalisme vise le plus souvent des édifices et biens mobiliers, des sites naturels, des documents ou œuvres artistiques, et en particulier tout ce qui constitue l'identité d'une culture, son patrimoine. Dans le langage courant, cependant, le terme s'applique parfois à d'autres types de déprédations volontaires. Certains sites internet peuvent également être visés par des modifications intégrant des insultes ou d'autres modifications quelconques.

## Histoire

### XVIIIesiècle

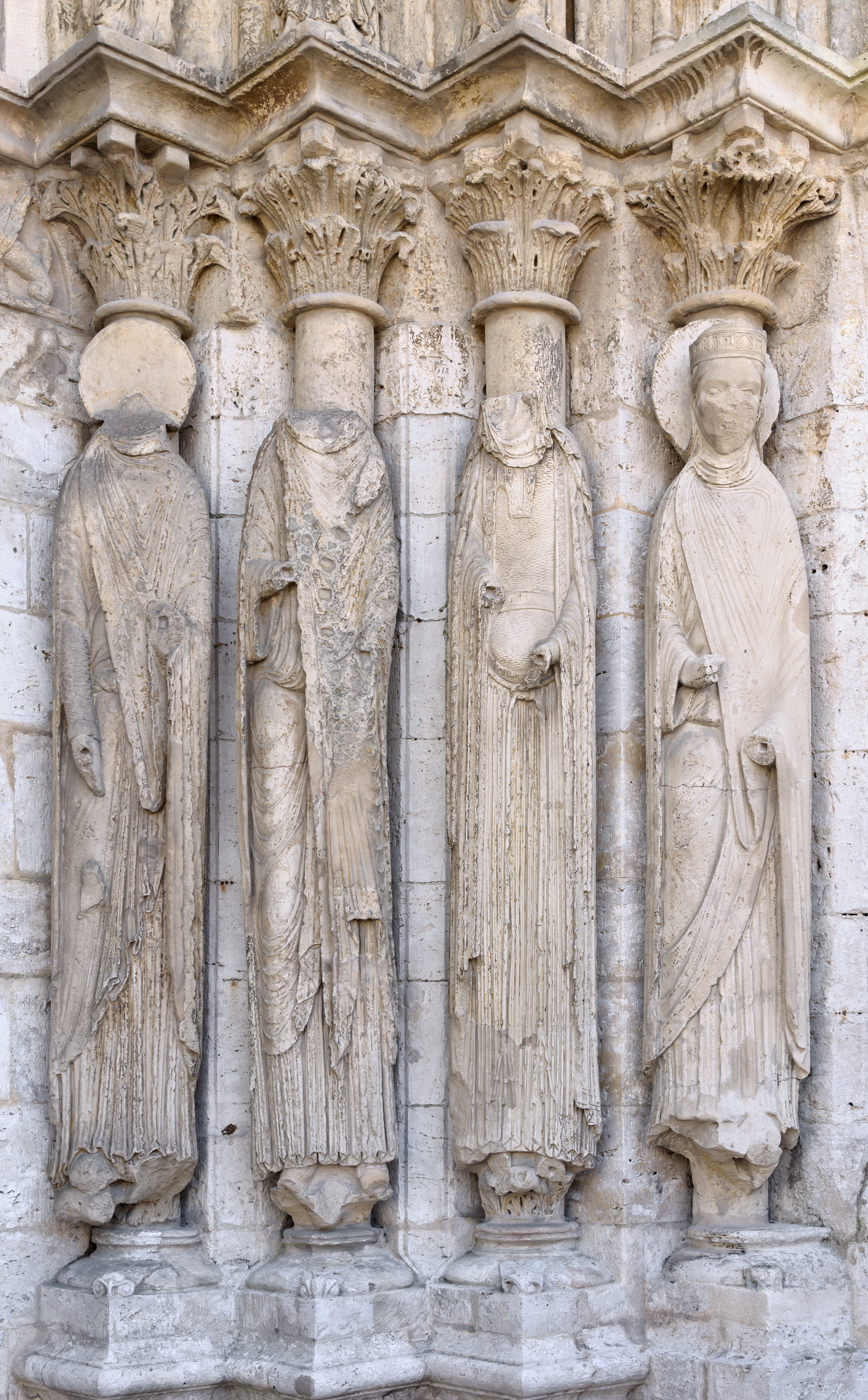
Statues-colonnes de l'église Saint-Ayoul de Provins, aux visages martelés pendant la Révolution.

Le terme français apparaît en 1793 pour être popularisé le 10 janvier 1794 par l'abbé Grégoire, évêque constitutionnel de Blois, dans son rapport adressé à la Convention, où il utilise le mot pour dénoncer les destructions commises en dépit du respect dû aux « objets nationaux, qui, n’étant à personne, sont la propriété de tous ».
L’intervention du législateur dans la politique de protection du patrimoine sera alors plus active. Les débats des assemblées révolutionnaires ont dégagé la notion de patrimoine — étrangère à l’Ancien Régime — et ont conclu à la nécessité de le protéger. L’abbé Grégoire déclare en 1794 :

« Les barbares et les esclaves détestent les sciences et détruisent les monuments des arts, les hommes libres les aiment et les conservent. »

Il veut ainsi protéger le patrimoine artistique de l'Ancien Régime afin d'en faire bénéficier le peuple. Il écrit dans ses Mémoires : « Je créai le mot pour tuer la chose ».
Le terme « vandalisme » vient des Vandales, horde germanique qui, en 455, avait mis Rome à sac, avant de s'illustrer dans d'autres pillages. Lorsque l'abbé Grégoire forge le terme, il veut dénoncer les destructions des monuments nationaux par les révolutionnaires, dont le fanatisme idéologique les pousse à s'en prendre sans pitié aux églises, abbayes, statues, châteaux, et tous autres témoignages artistiques de l'ancienne France royale et chrétienne.
Il existait déjà le terme d'iconoclasme, créé par les Byzantins pour décrire les briseurs d'images ou de statues religieuses, terme employé pour parler, par exemple, des iconoclastes protestants du XVe siècle, mais le mot avait le double désavantage d'être un peu trop savant et d'être associé aux images religieuses. Les destructions des immeubles et du mobilier au moment de la révolution vont plus loin que le simple iconoclasme :

« C’est avec réflexion et sang-froid qu’on a attaqué nos monuments d’architecture et de sculpture. Des maçons étaient payés à la journée pour anéantir les ouvrages d’art. »

L'importance du phénomène en France se manifeste dans la vigueur avec laquelle, dès 1795, la lutte contre le vandalisme se dote de moyens. Alexandre Lenoir est chargé de la création d'un musée des monuments français, un inventaire des châteaux commencé par Louis XVI est achevé en 1795, et Aubin-Louis Millin publie par livraisons séparées ses Antiquités nationales (1790-1798), explicitement afin de conserver au moins une trace écrite d'édifices importants du patrimoine français.
Cette prise de conscience de l'importance du patrimoine était cependant encore très limitée. De nombreuses églises, monastères, châteaux vendus comme biens nationaux à la fin du siècle ont été détériorés par leurs acquéreurs par une utilisation industrielle ou détruits pour récupérer les matériaux.

### XIXesiècle

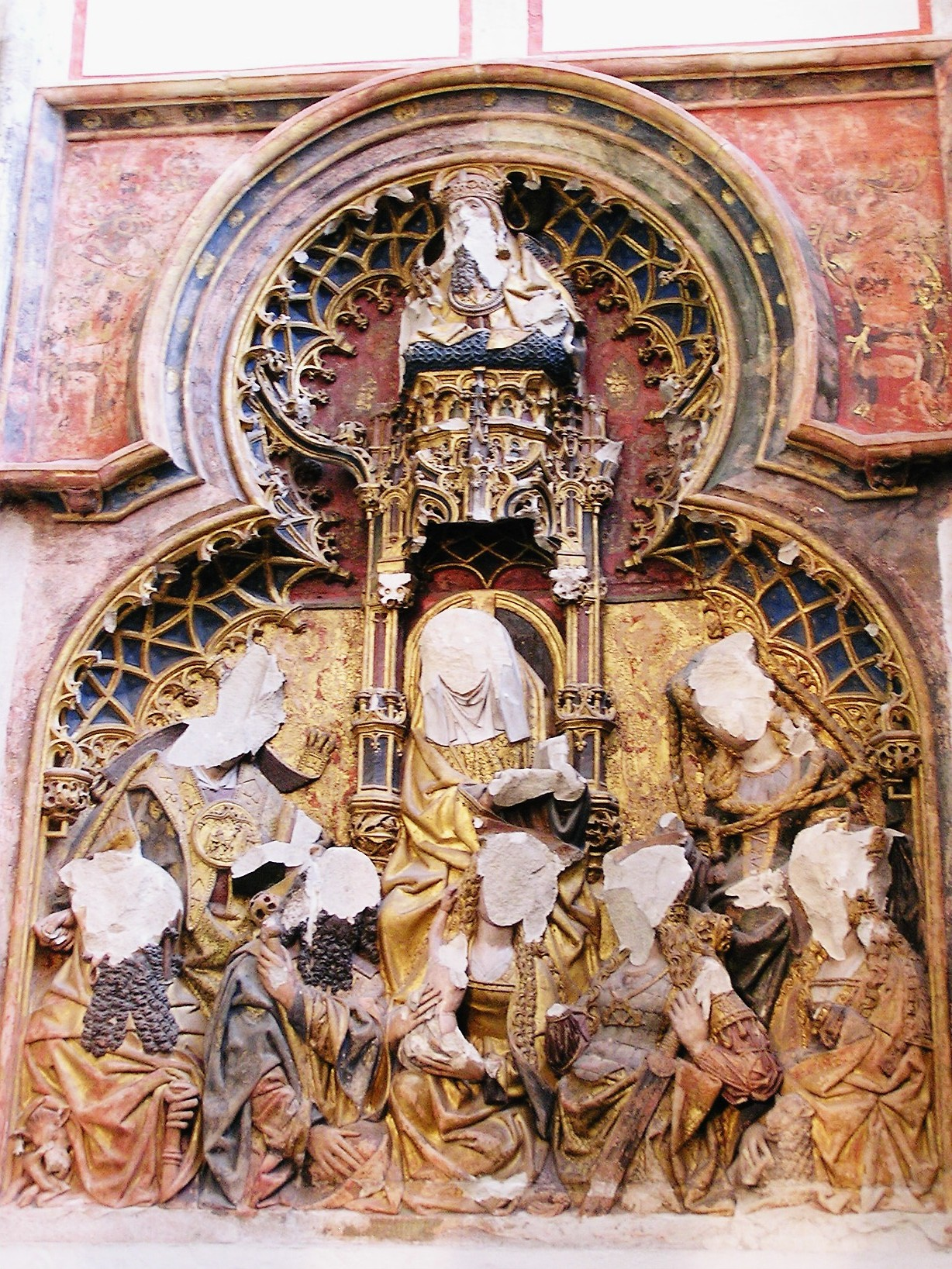
Statues dans la cathédrale Saint-Martin d'Utrecht, attaquées durant l'iconoclasme de la Réforme au XVIe siècle.

Les romantiques sont très sensibles à la valeur des ruines du passé et Victor Hugo, s'appuyant sur le rapport de Ludovic Vitet inspecteur général des monuments historiques, rédige Guerre aux démolisseurs en 1832. En 1837, François Guizot crée une commission des monuments historiques. Prosper Mérimée, qui succède à Vitet aux Monuments historiques, poursuit ce travail de sauvetage. L'inscription des sites menacés aux monuments historiques permet de les sauver ; c'est le cas de l'église Notre-Dame de La Charité-sur-Loire. Dans de nombreux cas une restauration s'avère nécessaire. Vers 1830 commence un vaste mouvement de restauration du patrimoine dans lequel s'illustre Eugène Viollet-le-Duc.
Mais la bonne volonté ne suffit pas toujours, et les travaux de restauration des monuments ne sont pas forcément menés dans les règles de l'art. Ceci amène le comte de Montalembert à définir une nouvelle catégorie de vandales : il y avait les destructeurs, il y a désormais les mauvais restaurateurs. Louis Réau les appellera les « vandales bienveillants ».
L'idée de protection du patrimoine fait son chemin dans toute l'Europe. Au Royaume-Uni, il existait des sociétés savantes, notamment la Society of Antiquaries of London, créée en 1707, ou la Society of Antiquaries of Scotland, fondée en 1780, mais ces organisations se préoccupaient surtout de l'étude et de la description des monuments et vestiges du passé. Lorsqu'en 1849 se crée la Royal Society of Antiquaries of Ireland (en) elle a pour objectif supplémentaire de sauver les monuments anciens des déprédations du temps et des hommes. En 1850, l'empereur François-Joseph signe un décret pour la création d'une commission d'étude et de protection des monuments historiques.
Ces mesures des années 1830 et 1840, inventaires et réglementations, représentent une première étape, essentielle, dans la préservation du patrimoine. Cependant, cette protection se limitait aux monuments principaux ce qui a permis la destruction de nombreux édifices historiques de qualité qui n'étaient pas considérés comme des monuments d'intérêt majeur. De nombreuses églises, hôtels particuliers et immeubles de qualité ont ainsi été détruits dans des opérations d'urbanisme par exemple la plus grande partie du quartier de l'île de la Cité sous le Second Empire.

### XXesiècle

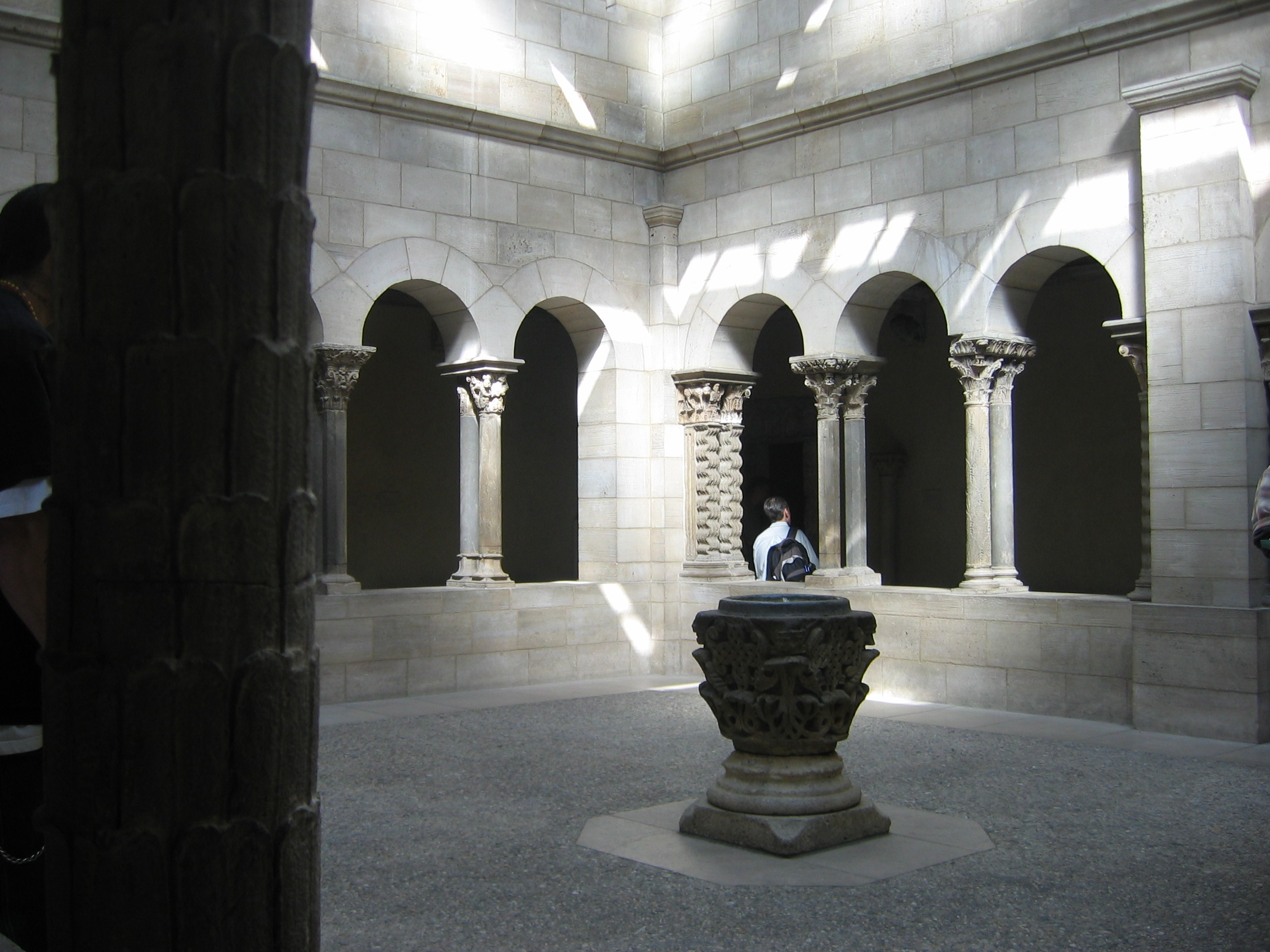
Cloître de Saint-Guilhem, dans le musée des « Cloisters », à New York.

Au fur et à mesure qu'évoluent les mentalités, le mot « vandalisme » s'enrichit et se nuance. Une loi de 1906 interdisant l'exportation d'objets cultuels classés montre une certaine dérive nationaliste du terme. La multiplication des sociétés privées et des associations locales dont l'objectif est de protéger un patrimoine local méconnu des autorités parisiennes, témoigne, sur l'ensemble du territoire, de la conscience des menaces qui pèsent sur les monuments du passé, et du souhait d'y remédier. Les dommages de guerre, notamment les bombardements aériens qui affectent des monuments uniques sont considérés comme du vandalisme. Certaines formes de destruction antérieurement admises (par exemple les démolitions de monuments dans les chantiers d'Haussmann à Paris) sont considérées par l'opinion publique comme des formes de vandalisme.
Des opérations d'urbanisme rasant un quartier ancien ne préservant que des bâtiments historiques isolés au milieu d'immeubles rectilignes, encore concevables jusque vers 1960 se heurtent à l'opposition des défenseurs du patrimoine ainsi celle partiellement réalisée du quartier Saint-Gervais-Saint-Paul (partie sud du quartier du Marais à Paris) ou sont regrettées au cours des décennies suivantes comme celle du quartier Saint-Sauveur à Lille.
La loi du 4 août 1962 dite loi Malraux instituant des secteurs sauvegardés sauve de destruction, non plus seulement des édifices particuliers, mais des quartiers entiers qui étaient menacés par des projets tels que ceux de constructions de voies autoroutières envisagés par exemple dans le quartier du Vieux-Lille.
La notion de patrimoine s'étend à des bâtiments industriels qui doivent par conséquent être protégés. La loi devient contraignante pour les promoteurs ou les responsables de l'aménagement du territoire, avec une obligation de fouilles archéologiques préventives en France. Au Royaume-Uni, une organisation non gouvernementale, Rescue, fondée en 1971, sollicite des aides du gouvernement pour organiser ces fouilles préventives. Dans certains pays, notamment aux États-Unis, il n'est pas jusqu'aux travaux des archéologues-ethnologues qui n'échappent aux reproches de vandalisme, par exemple dans la controverse sur l'homme de Kennewick.

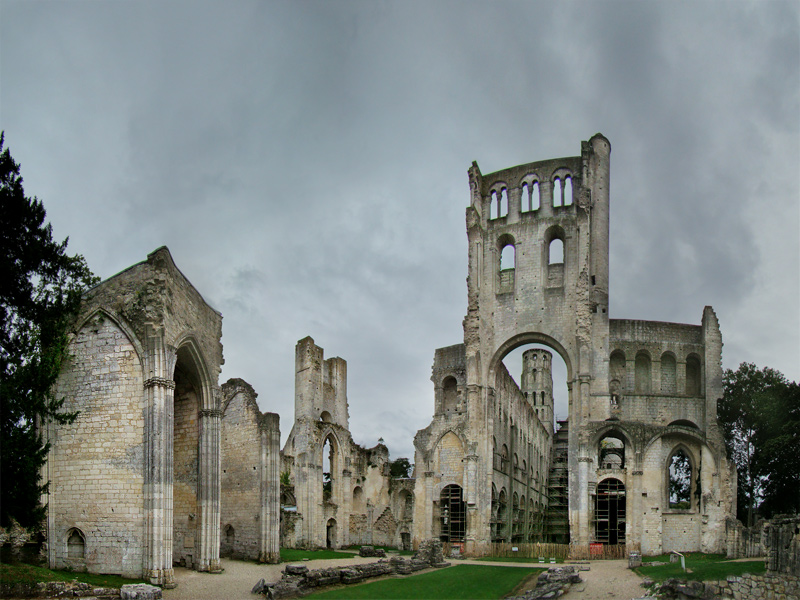
Ruines de l'abbaye de Jumièges.

En s'étendant, la notion de vandalisme cesse également de concerner seulement les pays riches. Il existe un vandalisme du temps, que pallie la restauration, mais aussi un vandalisme de la misère, lorsque des pays ne peuvent se permettre de maintenir en l'état leurs monuments historiques ou doivent les sacrifier à des impératifs de développement.
Un des déclencheurs de cette prise de conscience est la décision du président Nasser de faire construire un nouveau barrage sur le Nil menaçant le temple de Ramsès II à Abou Simbel et le sanctuaire d'Isis à Philæ. Dès 1972, l'Unesco propose une Convention pour la protection du patrimoine mondial, culturel et naturel, qui doit servir à garantir la protection de sites considérés comme « patrimoine de l'humanité », en les inscrivant dans la Liste du patrimoine mondial. L'opinion publique internationale se mobilise devant ce qu'elle considère comme une menace de vandalisme insupportable. Abou Simbel est sauvé. Dès 1933, Raphael Lemkin a proposé un composant culturel au génocide, qu'il a appelé « vandalisme ».

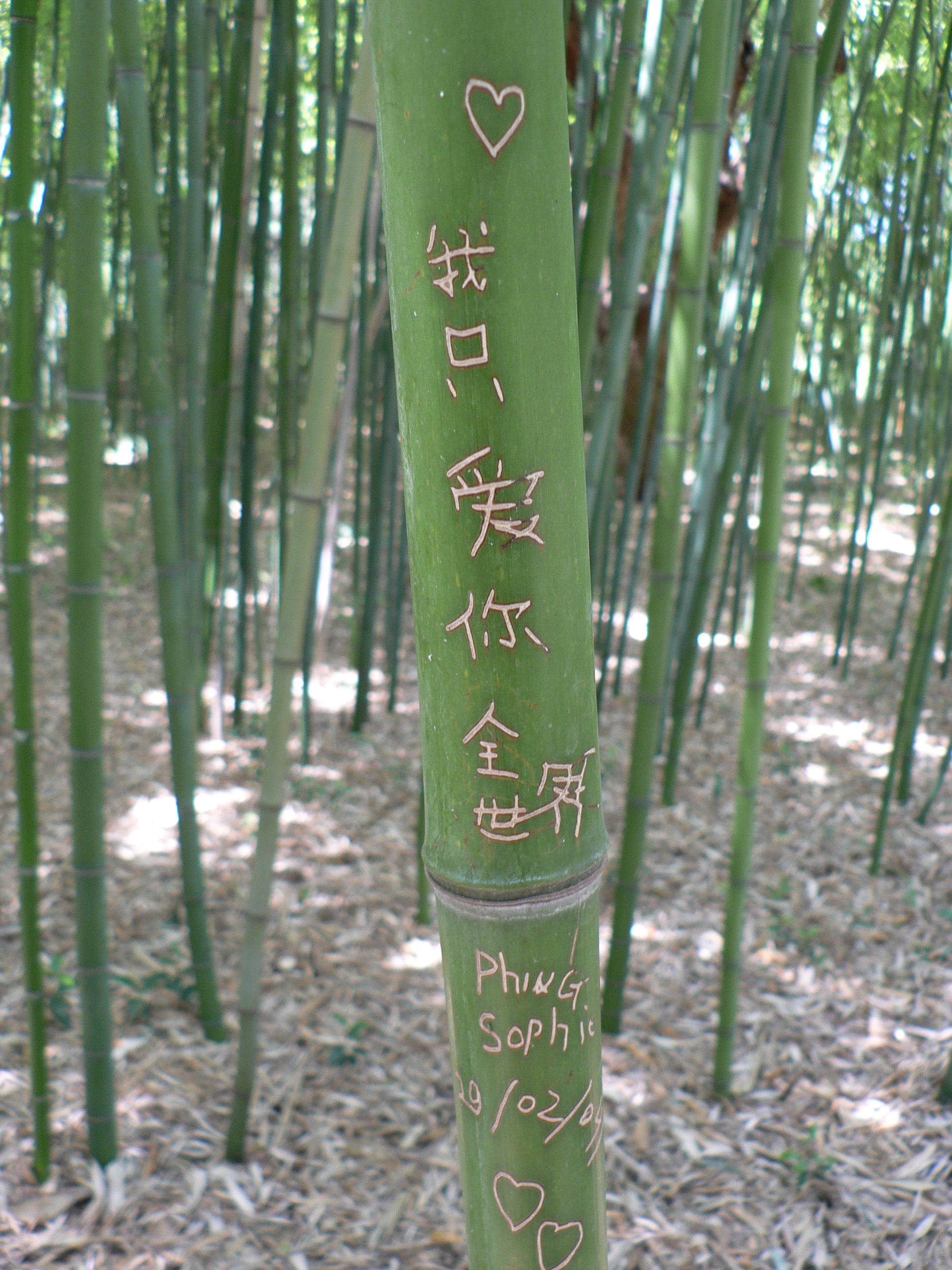
Sur un bambou : vandalisme, art contestataire ou graffiti ?

Mais le mot vandalisme n'a pas fini d'élargir son sens. En 1901, se crée une Société pour la protection des paysages et de l'esthétique de la France. Avec le développement de l'écologie et de la protection de l'environnement, le terme en vient à désigner aussi la dégradation des sites naturels par la pollution ou par l'urbanisme sauvage. Les sites naturels sont désormais eux aussi classés et protégés autant que faire se peut des vandales en tous genres qui les menacent.
À force d'être utilisé comme terme d'opprobre, le mot « vandalisme » finit par perdre le sens d'une attaque contre le patrimoine pour ne plus dénoter que la destruction aveugle ou malfaisante. Jean-Pierre Changeux parle de « vandalisme écologique », Jacques Testart qualifie les OGM de « vandalisme libéral ».
Le vandale est celui qui s'attaque aux choses même dénuées de valeur patrimoniale, qui détruit le mobilier urbain, brûle les voitures, couvre les murs de graffiti, envoie des virus sur Internet, insère des commentaires impertinents dans les wikis.

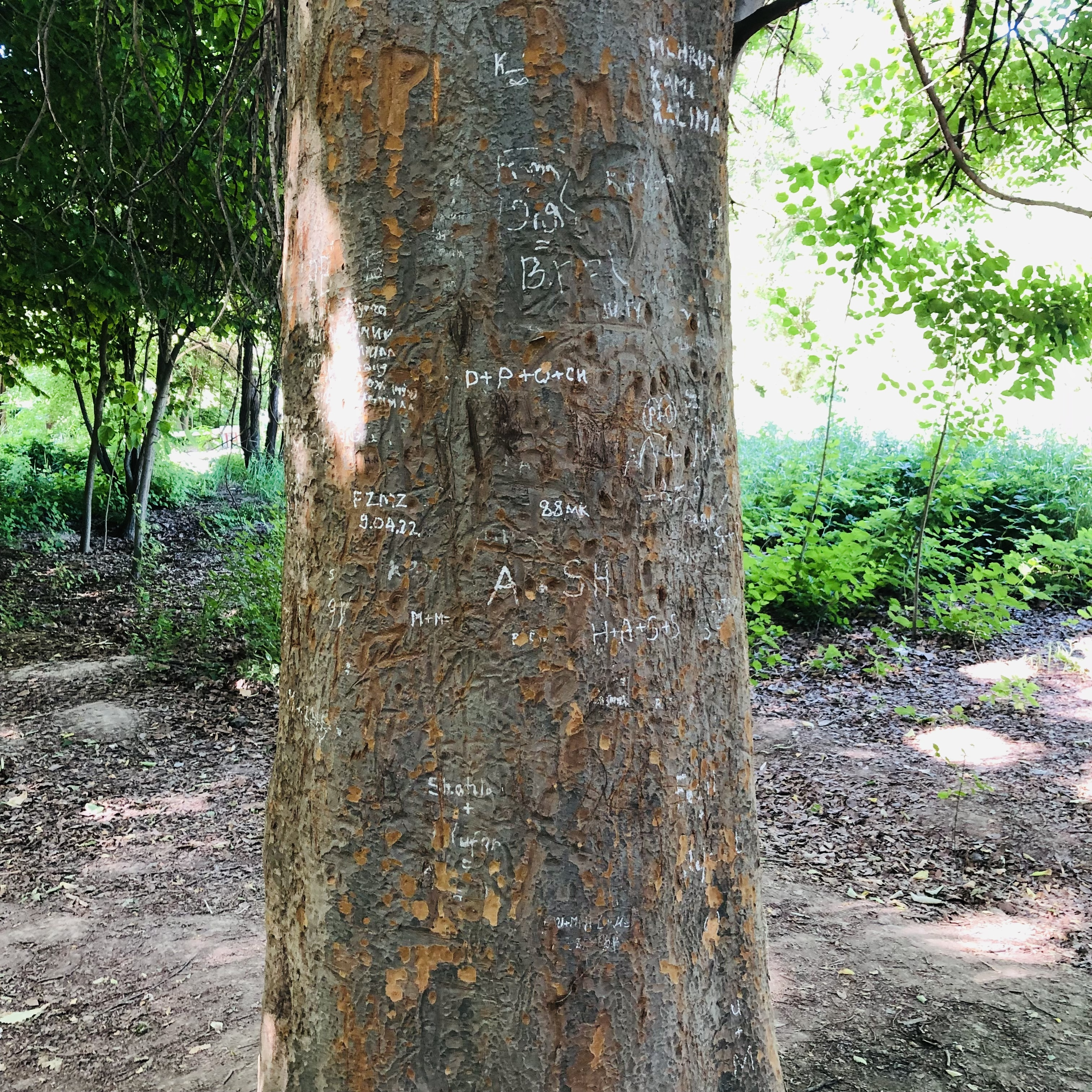
Vandalisme.

### Vandalisme actuel
Les cas récents de vandalisme incluent la destruction de monuments en Union soviétique après son éclatement (vandalisme politique) ; la destruction des bouddhas de Bâmiyân en Afghanistan par les talibans ou les destructions par l'État islamique de sites religieux chiites et chrétiens et de sites archéologiques antiques (vandalismes religieux).
Des actes de vandalisme de plus grande ampleur encore peuvent avoir lieu à l'occasion de violences urbaines.

Différents types de vandalisme
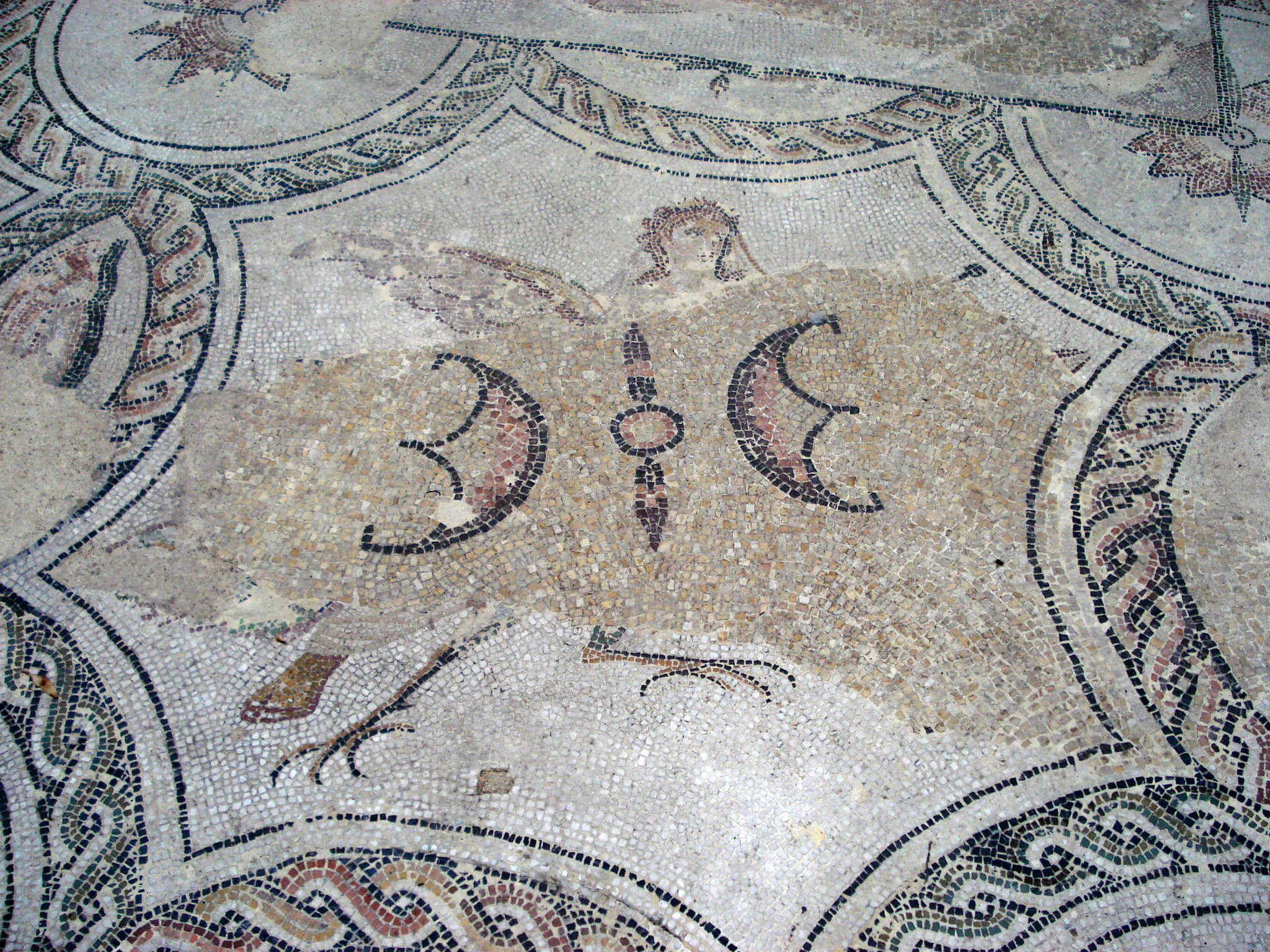
La représentation de Ganymède a été recouverte d'une mosaïque par les censeurs chrétiens.
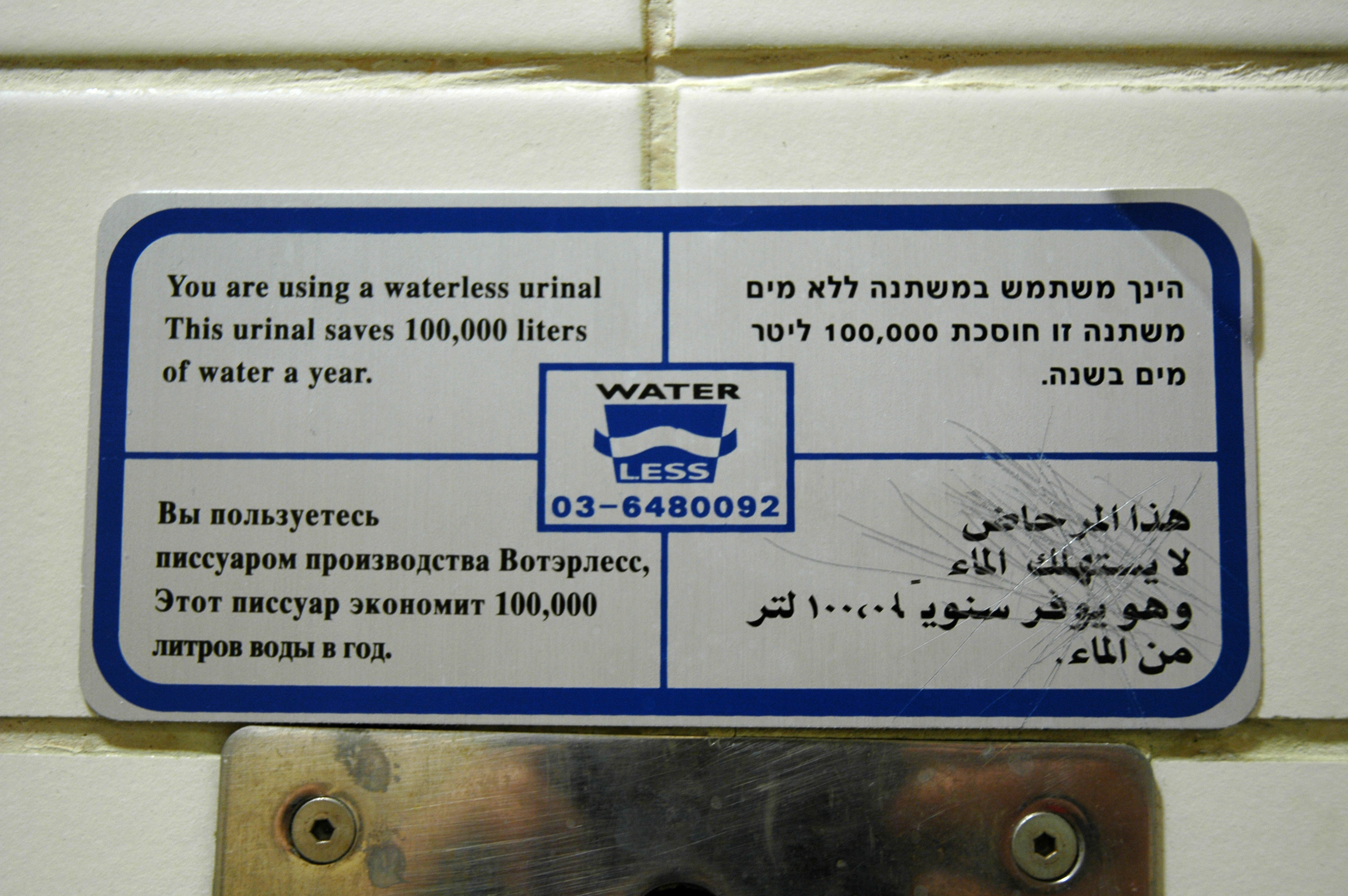
L'inscription en langue arabe a été vandalisée.
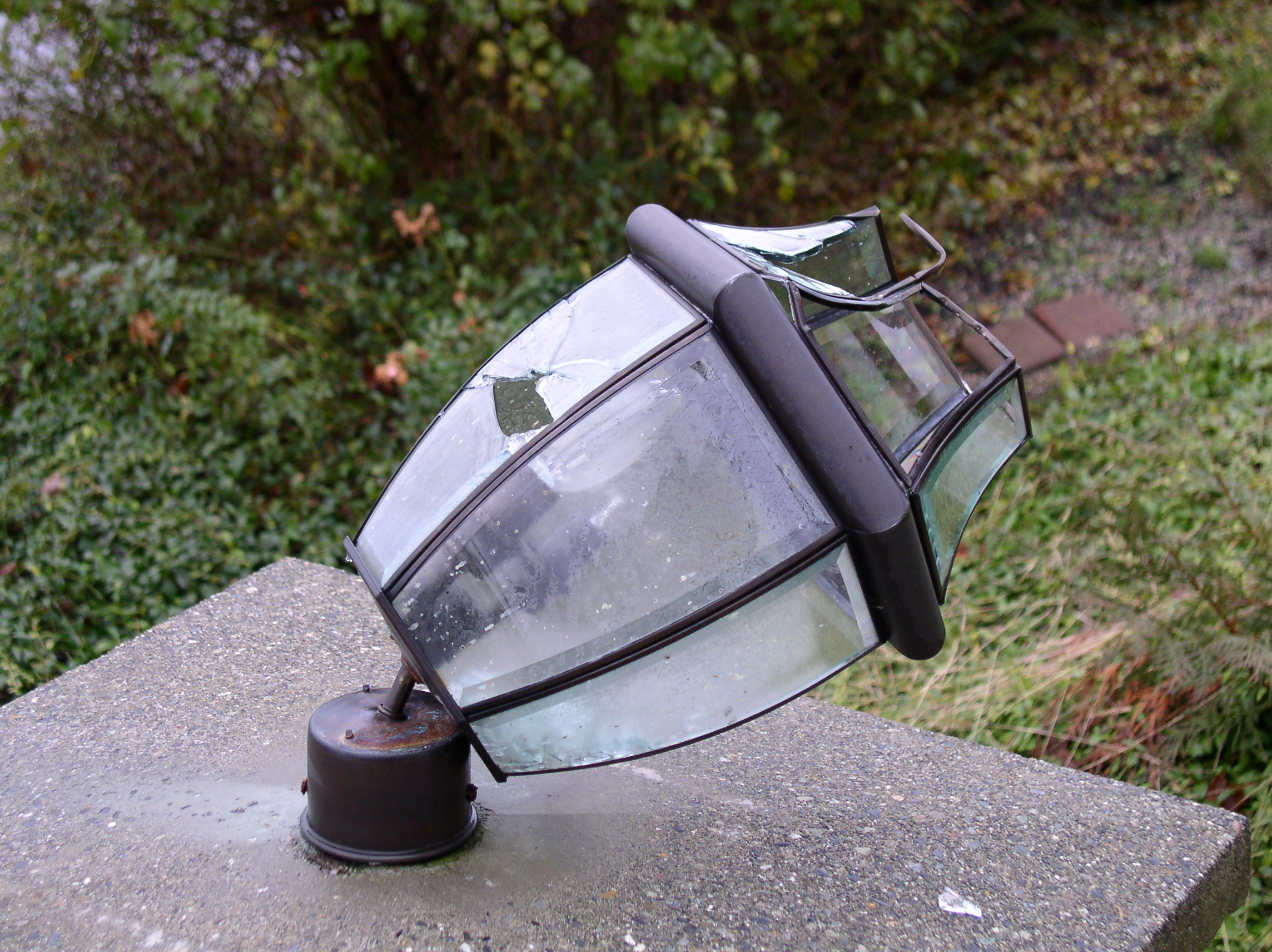
Vandalisme sur une lampe.
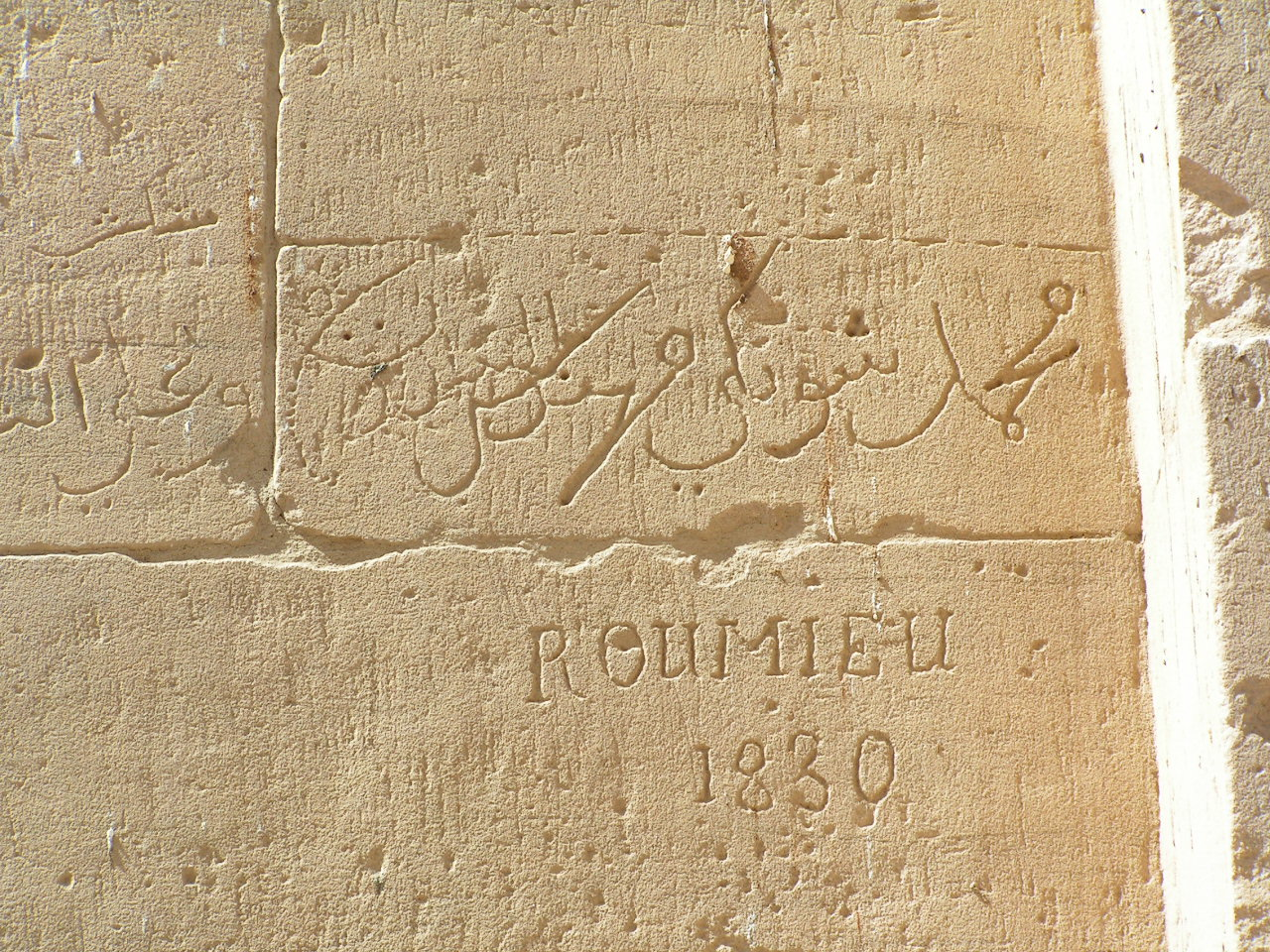
Murs du temple de Philæ, Égypte.
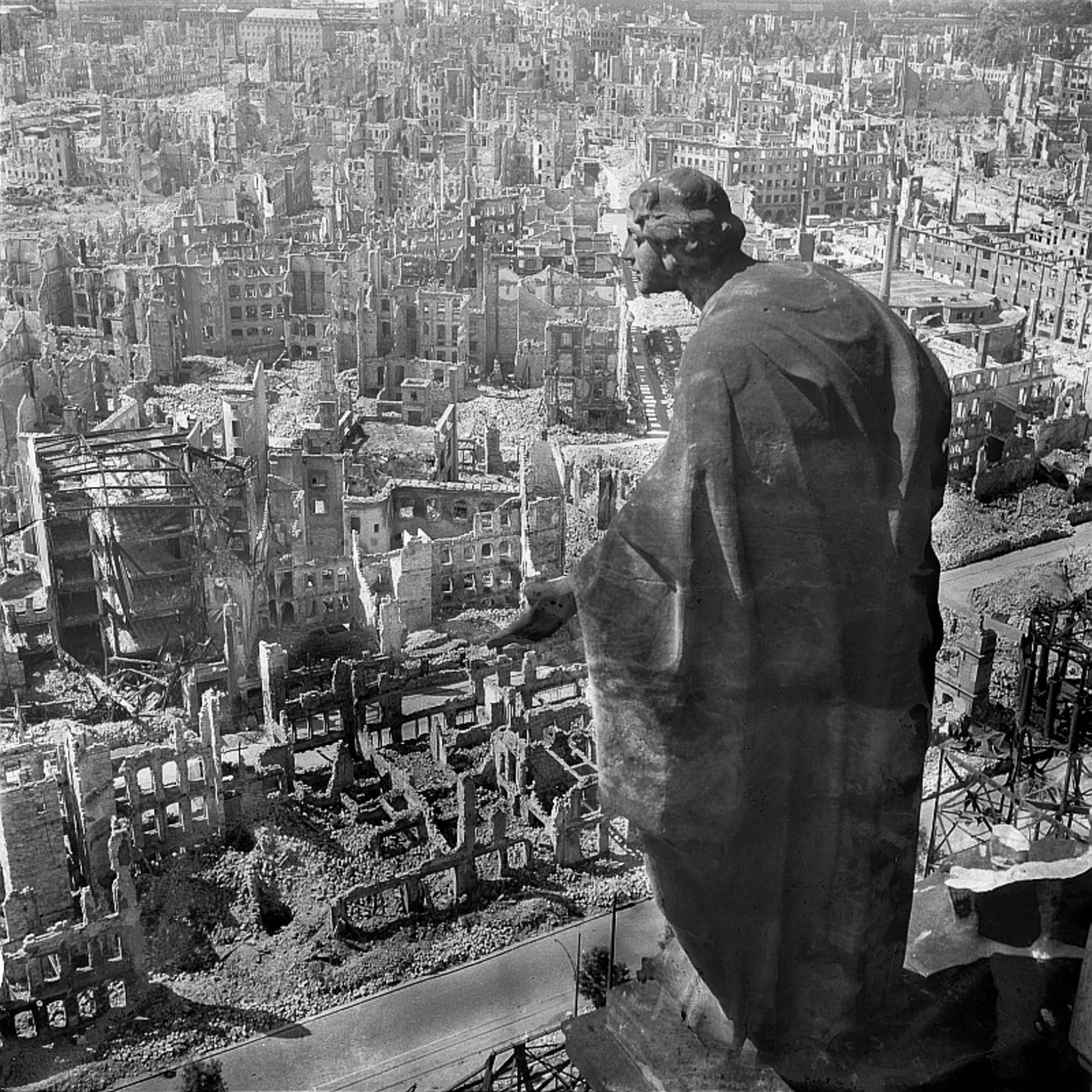
Dresde en 1945[22].

## Classification des types de vandalisme
Les différents auteurs (Montalembert, Réau, Fleury et Leproux par exemple) distinguent différents types de vandalisme selon les motivations des auteurs. Ces distinctions leur permettent de classer rétroactivement dans la catégorie vandalisme des actes que leur époque aurait qualifiés différemment. Dans les Verrines, par exemple, Cicéron décrit ainsi les actes de son adversaire :

« Je vais parler de ce que Verrès appelle son goût ; ses amis, sa maladie, sa manie ; les Siciliens, son brigandage : moi, je ne sais de quelle expression me servir. »

C'est exactement ce que Louis Réau appellera, deux mille ans plus tard, l'« elginisme ». Ainsi dresse-t-il le catalogue et l'inventaire des exemples suivants :
- L'intolérance
Les actes de vandalisme sont souvent commis dans le cadre de guerres, guerres de religion ou de tourmentes politiques. On s'attaque aux symboles les plus visibles du groupe ennemi :
  - Vandalisme guerrier des envahisseurs dits barbares de l'Empire romain, des Vikings au VIIIe siècle.
  - Vandalisme religieux : des chrétiens et des musulmans envers les idoles païennes, des protestants et des catholiques contre les monuments et les symboles de l'autre camp pendant les guerres de Religion. Les religions monothéistes qui interdisent les images abritent des fanatiques prompts à détruire tout ce qui leur paraît une atteinte à leur dogme. Les régimes anti-religieux organisent (Russie soviétique) ou laissent faire (Révolution française, Révolution culturelle chinoise) la démolition des édifices et symboles religieux.
  - Vandalisme partisan : à travers toute l'histoire, la destruction des monuments érigés par un gouvernement précédent a souvent constitué le symbole de la transition de pouvoir.

Mais même sans l'alibi de la violence des temps, il reste des formes d'intolérance comme :
- Le vandalisme pudibond : C'est une des formes de vandalisme de censure : il arrive qu'un changement dans les mœurs dominants rende inacceptables des œuvres jugées indécentes ou « pornographiques ». C'est le cas de sculptures martelées, de manuscrits médiévaux effacés[24] ou de « repeints » (comme sur le Jugement dernier de Michel-Ange dont les nus ont été rhabillés sur ordre du pape).
- L'ignorance ou le manque de réflexion
  - Vandalisme superstitieux : en s'attaquant aux images des personnes ou des choses, on croit s'attaquer à la chose ou à la personne. Vasari dans ses Vies des peintres illustres signale les mutilations subies par une fresque d’Andrea del Castagno représentant le Christ à la colonne : « Cette image est telle que si elle n'avait pas été barbouillée et endommagée en raison de l'ignorance de ceux qui voulaient se venger des Juifs, ce serait sûrement une des plus belles œuvres d'Andréa »[25].
  - Vandalisme sentimental : on détruit des monuments en raison des souvenirs pénibles qui s'y attachent.
  - Vandalisme puéril : les dégradations puériles de bâtiments, certaines profanations de lieux chargés de mémoire par des personnes désœuvrées ou éméchées[26].
  - Vandalisme ignorant : les premières fouilles archéologiques (Pompéi par exemple), conduites en dépit du bon sens par des amateurs pleins de bonne volonté ou les acquéreurs de monuments, vendus comme biens nationaux à la Révolution, les démantelant pour en revendre les pierres.
  - Vandalisme pathologique : la destruction de l'Artémision d'Éphèse par Érostrate.
- La cupidité
  - Les destructions des villes en temps de guerre se doublent souvent d'une mise à sac et du pillage de leurs richesses. Il en a été de même lors de la Révolution française, quand le patrimoine admirable des tapisseries flamandes ou françaises a été détruit pour récupérer les fils d'or ou d'argent. Les pilleurs de tombes sont un autre exemple de ces vandales avides.
  - Le vol d'œuvres d'art revendues sur un marché parallèle. Lors de la seconde guerre d'Irak, le musée de Bagdad est immédiatement livré aux vandales.
  - La dégradation ou le vol d'objets se trouvant dans l'espace public, par exemple les graffitis ou le vol de panneaux de signalisation.
- Le vandalisme impérialiste
  - L'elginisme, selon Louis Réau, du nom de Lord Elgin qui rapporta en Grande-Bretagne des bas-reliefs du Parthénon. Napoléon s'illustra dans le pillage de l'Égypte et de l'Italie[27]. L'idée est que certains trésors de l'art antique étaient plus en sécurité dans des pays comme la France et la Grande-Bretagne : vandalisme allogène contre vandalisme endogène. Mais cette pratique remonte à l'antiquité. Dans le de Signis, Cicéron rapporte des Ségestains que « Dans une guerre qu'ils soutinrent en leur nom contre les Carthaginois, leur ville fut prise et détruite. Tout ce qui pouvait servir à l'embellissement de Carthage fut emporté par les vainqueurs. »
- Le vandalisme de guerre, comme celui des bombardements de l'aviation allemande sur les villes anglaises en 1940, des aviations américaine et britannique sur les villes allemandes en 1944 et 1945 destinés à décourager les populations civiles. Ces opérations sans objectif stratégique[réf. nécessaire] ont détruit des joyaux du patrimoine tels que ceux de la ville de Dresde. Les bombardements des villes de l'Ouest de la France pour préparer le débarquement en 1944, qui ont anéanti par exemple la vieille ville de Brest et sa rade, entrent dans cette catégorie[réf. nécessaire].

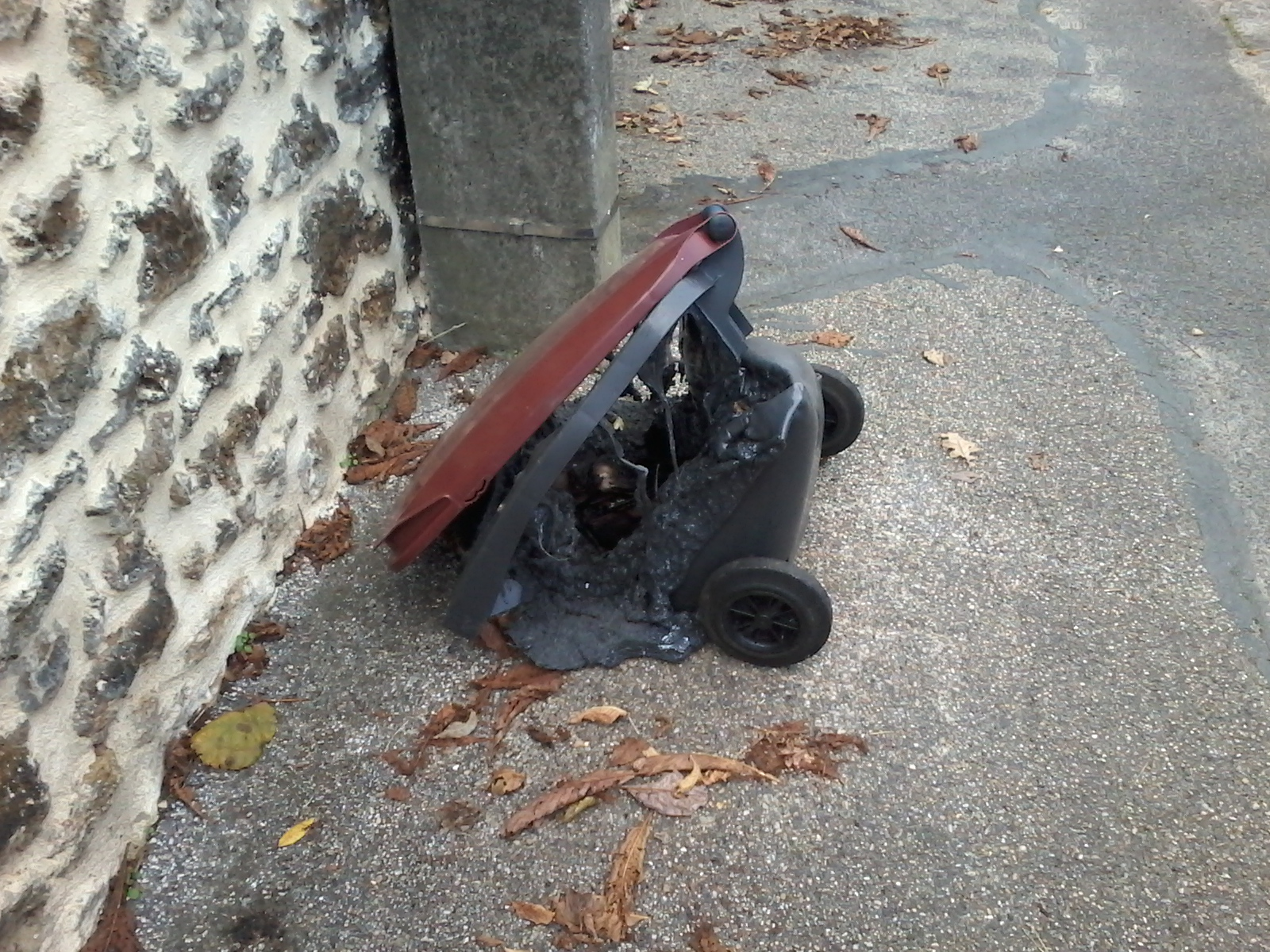
Poubelle brûlée.

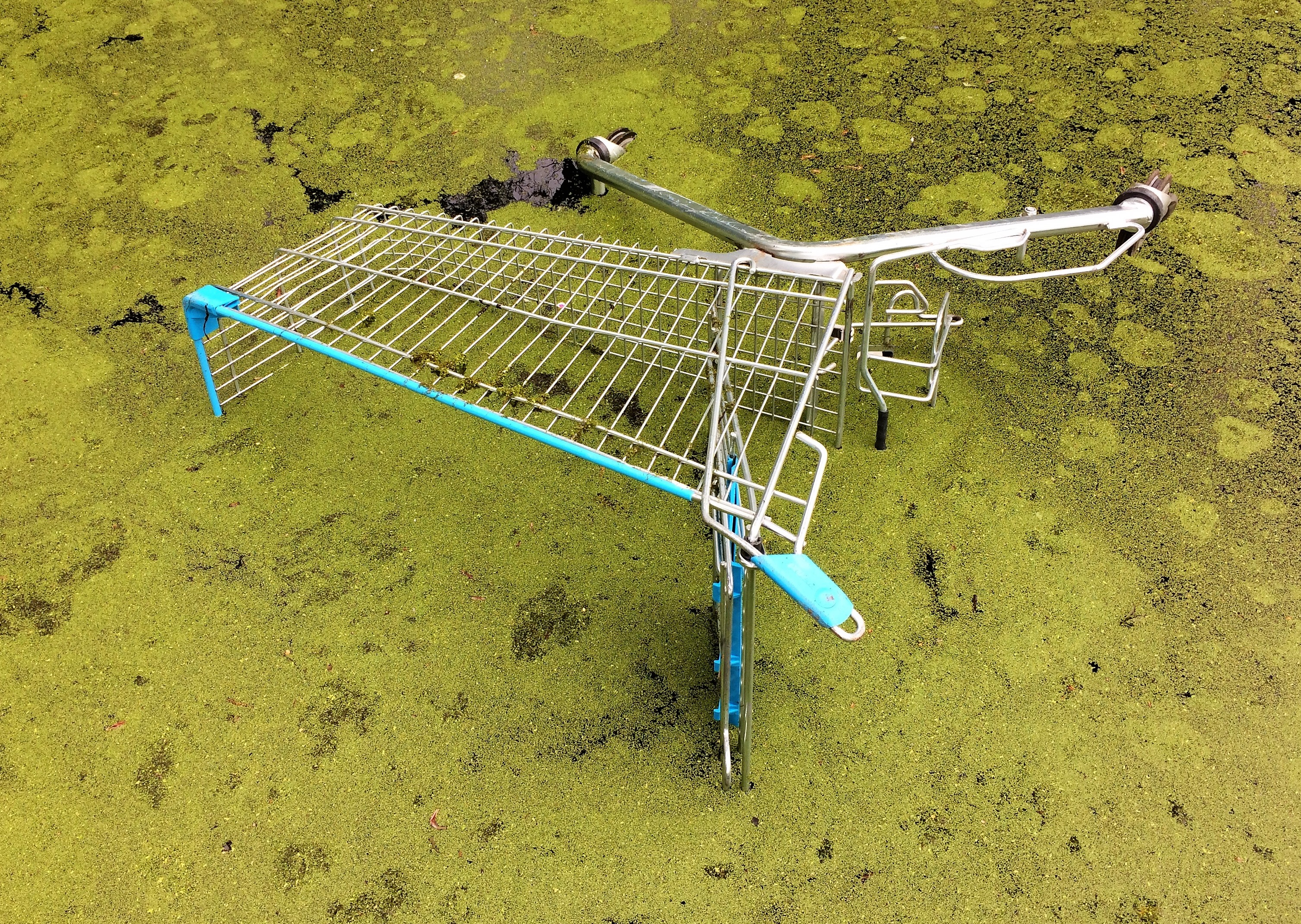
Chariot de marché, jeté dans un canal, Pays-Bas.

Un auteur contemporain, Dario Gamboni, distingue lui le vandalisme pour le vandalisme, le vandalisme politique, et le vandalisme des censeurs comme motifs principaux du vandalisme aux XIXe et XXe siècles,.
Plus délicat à classer car faisant l'objet de controverses entre opposants et supporters (qui y voient un acte de résistance civile), mais appartenant sans doute à la catégorie politique (activisme politique) est le vandalisme protestataire : en France, les opérations de fauchage d'OGM, ou le démontage de restaurants fast-food (pour cause d'opposition à la malbouffe) sont considérés comme des actes de vandalisme et sont punis par la loi.

## Conséquences
Outre la perte de monuments et de richesses irremplaçables, le vandalisme induit une vision tronquée de l'histoire lorsque des pans entiers d'une culture disparaissent du fait de vandalisme de masse. L'histoire du vandalisme sert alors à dresser un inventaire des œuvres disparues afin que les historiens puissent en tenir compte dans leur reconstitution d'une époque.